# Eccidio di Vallucciole
L'eccidio di Vallucciole è stata una strage nazifascista compiuta il giorno 13 del mese aprile dell'anno 1944 a Vallucciole, frazione di Stia (attuale comune di Pratovecchio Stia) in Provincia di Arezzo.
Con un bilancio finale di 109 vittime e 207 feriti, è una delle stragi nazifasciste più gravi avvenute sul territorio italiano durante la Seconda guerra mondiale.

## Contesto
A seguito dell'armistizio dell'8 settembre 1943, nell'inverno successivo iniziarono ad organizzarsi nella zona appenninica dell'alto Casentino e della valle del Bidente (tra Forlì ed Arezzo) i primi gruppi partigiani, che iniziano a compiere sempre più operazioni contro fascisti e nazisti, che dall'aprile 1944 (cioè dopo la sconfitta nella battaglia di Cassino) iniziarono a compiere rappresaglie sempre più cruente, al fine di terrorizzare la popolazione nel tentativo di separare i civili dai partigiani. Intanto, nell'Appennino forlivese nasce la prima repubblica partigiana dell'Italia del nord, la Repubblica partigiana del Corniolo.
Nella primavera del 1944 il comune di Stia era amministrato dal sindaco Martellucci, oltre che dal segretario Angelo Giabbani e dal segretario politico Cesare Francalanci, e era sede di una piccola guarnigione tedesca guidata dal tenente Egger, mentre il quartier generale del comando tedesco si trovava nel vicino Borgo alla Collina.

## La strage
Il 4 aprile a Firenze il generale tedesco Dostler aveva ordinato al colonnello von Heydebreck di ripulire la Linea Gotica, allontanando con la forza la popolazione civile, anche per mezzo di stragi dimostrative che fossero da monito per chi avesse appoggiato la Resistenza: la divisione Hermann Göring ebbe l'incarico di bonificare il territorio compreso tra la statale 71 del Passo dei Mandrioli e la statale 67 del Passo del Muraglione, tra Bibbiena, Verghereto, San Godenzo e Dicomano, mentre il versante romagnolo venne assegnato ai soldati della Kampfgruppe comandata del maggiore Freyer.
L'8 aprile il maggiore Unterricht della divisione Hermann Göring giunse così a Stia per pianificare con il brigadiere Emilio Biami un rastrellamento. Il giorno successivo, un reparto tedesco si insediò a Pratolino, sulla strada che unisce Bologna a Firenze, mentre l'11 aprile si presentano a Molino di Bucchio tre militari tedeschi in abiti civili che, spacciandosi per prigionieri di guerra statunitensi in fuga, tentarono di entrare nella Resistenza italiana, ma furono fermati dai partigiani della brigata garibaldina "Faliero Pucci": durante un'improvvisa sparatoria, vennero uccisi due tedeschi e ferito il terzo in fuga, che attivò i propri commilitoni per recuperare i cadaveri ed effettuare una rappresaglia che portò ad incendiare alcune case e arrestare un paio di donne, interrogate a Firenze e poi rilasciate.

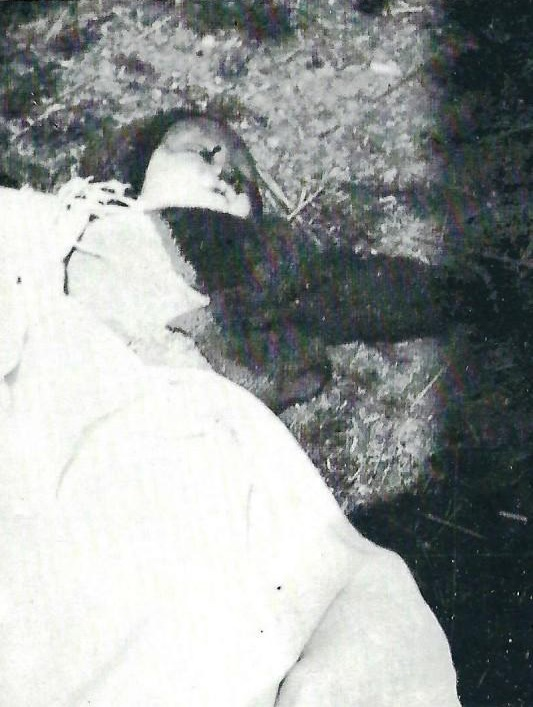
Il corpo tumefatto del piccolo Viviano Gambineri (3 mesi d'età) preso a calci come una palla dai nazifascisti, con il cranio fracassato e 8 colpi di pistola sparati nel petto.

Il 12 aprile il maggiore von Loeben al comando di 800 uomini del 1º reggimento Flak della divisione Hermann Göring giunse a Stia, dove alle ore 3:00 del mattino del giorno dopo diede ordine di fare terra bruciata e massacrare tutta la popolazione civile della valle, inclusi anziani, donne e bambini. Furono così uccise 14 persone a Giuncheto, 6 a Molino di Bucchio, una a Santa Maria, una al Molinuzzo, 12 donne e 4 bambini a Serelli, 17 persone a Vallucciole, due nelle fattorie della Capanna e della Canonica, 27 persone a Monte di Gianni, 6 persone a Moiano, dove sequestrarono anche un gruppo di donne, una delle quali di appena 17 anni fu stuprata da un branco di 4-5 tedeschi, nonostante le suppliche della madre che fu fucilata; altre donne vennero stuprate e poi uccise.
Dopo essersi concentrati verso il Monte Falterona, trascinandosi circa una trentina di ostaggi, i tedeschi tentarono un'operazione antipartigiana, ma senza esito. Ritornati a valle, fra Molino di Bucchio e Giuncheto, iniziarono a uccidere i tutti i prigionieri, fingendo di rilasciarli ma poi fucilandoli alle spalle mentre si allontanavano.
Complessivamente, nella giornata del 13 aprile 1944, vennero uccise 105 persone. La notizia del massacro giunse a Stia già nella mattina della stessa giornata: monsignor Oliviero Vannetti si precipitò dal comandante tedesco Egger per supplicare di risparmiare il monastero, mentre nel pomeriggio organizzò con la Misericordia una squadra di soccorso, che partì il giorno successivo dopo aver ottenuto l'autorizzazione dai tedeschi, iniziando a seppellire le vittime nel cimitero del santuario di Santa Maria. Il 15 aprile vennero seppellite le vittime di Vallucciole.
Il 17 aprile 1944 vennero fucilati a Stia 17 partigiani.
Il 18 aprile il sindaco Martellucci fece affiggere un manifesto per tentare di giustificare la strage quale rappresaglia per l'omicidio di "tre camerati tedeschi" e per il possesso illegale di armi da parte delle vittime, mentre il vescovo di Fiesole inviò il 22 maggio un memoriale a papa Pio XII.

## Elenco delle vittime
1. Andreani Oretta
2. Beoni Olinto
3. Beoni Santa
4. Berti Teresa
5. Bucchi Adamo
6. Bucchi Angiolo
7. Bucchi Antonio
8. Bucchi Cesello
9. Bucchi Duilio
10. Bucchi Franco
11. Bucchi Giulio
12. Bucchi Giuseppa
13. Bucchi Igino
14. Bucchi Marisa
15. Bucchi Primetta
16. Bucchi Zaira
17. Ceccarelli Maria
18. Ciofini Luciana
19. Conticini Basilio
20. Conticini Evelina
21. Corsetti Maria
22. Ermini Erminia
23. Fabiani Teresa
24. Fatucchi Gino
25. Fioriti Maria
26. Gambineri Adamo
27. Gambineri Attilio
28. Gambineri Paola
29. Gambineri Viviano
30. Gargiani Bruno
31. Giabbani Giuseppe
32. Gori Alduina
33. Gori Amedeo
34. Gori Lucia
35. Lamberti Gina
36. Marchi Angiolo
37. Marchi Luciana
38. Marchi Maria
39. Marchi Olinto
40. Marconcini Annita
41. Marconcini Bianca
42. Marconcini Bruna
43. Marconcini Fleana
44. Marconcini Gina
45. Michelacci Armando
46. Michelacci Caterina
47. Michelacci Cesira
48. Michelacci Isolina
49. Michelacci Livia
50. Michelacci Marco
51. Michelacci Ofelia
52. Michelacci Silvio
53. Michelacci Virginia
54. Nocilla Angelina
55. Paoli Clorinda
56. Peloni Adalgisa
57. Poponcini Agostino
58. Poponcini Domenico
59. Ragazzini Domenico
60. Ragazzini Iacopo
61. Ricci Raffaello
62. Ringressi Genoveffa
63. Ringressi Giuseppe
64. Ringressi Guglielmo
65. Ristori Fortunata
66. Rossi Marianna
67. Salvi Cesare
68. Seri Ernesta
69. Seri Maria Giulia
70. Seri Pierino
71. Seri Santi
72. Seri Severino
73. Seri Zaira
74. Sestini Fortunato
75. Talenti Nello
76. Tommasi Ameris
77. Tommasi Carlo
78. Tommasi Nello
79. Tommasi Sergio
80. Tonielli Luigi
81. Trapani Dario
82. Trapani Florio
83. Trapani Giulio
84. Trapani Pasquale
85. Trenti Ada
86. Trenti Adolfo
87. Trenti Amelia
88. Trenti Concetta
89. Trenti Duilia
90. Trenti Eufemia
91. Trenti Giuseppe
92. Trenti Giuseppe
93. Trenti Isolina
94. Trenti Maria
95. Trenti Opiero
96. Trenti Ottavina
97. Trenti Rina
98. Trenti Virginia
99. Vadi Angiola
100. Vadi Franco
101. Vadi Giuseppe
102. Vadi Orlando
103. Vadi Pasquale
104. Vadi Pietro
105. Vadi Sabina
106. Valenti Giuseppe
107. Venturacci Veneranda
108. Vignali Concetta
109. Zampilli Fulvia

## Processi

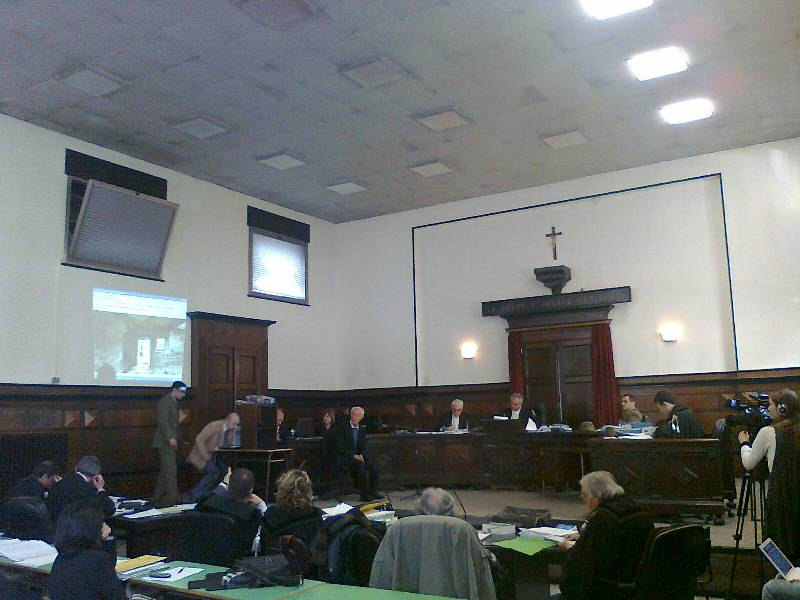
Processo per le stragi naziste di Vallucciole, Monchio e Cervarolo presso il Tribunale militare di Verona (2009-2011)

Il primo fascista locale, ossia il segretario comunale di Stia, accusato per i fatti connessi alla strage, fu assolto con formula piena l'8 febbraio del 1946, mentre il 15 marzo 1946 la Corte d'assise straordinaria di Arezzo assolse gli altri fascisti locali accusati della strage per insufficienza di prove.
Nel 1994 venne scoperto in uno scantinato della procura generale militare di Roma il cosiddetto armadio della vergogna, contenente anche un faldone di vecchie indagini sulla strage di Vallucciole. A distanza di 50 anni si riuscì così a portare a processo i responsabili dell'eccidio ancora in vita e far emergere che questa strage sproporzionata fu in realtà premeditata e pianificata nel contesto delle esigenze belliche naziste dell'epoca, cioè non fu una rappresaglia conseguente all'uccisione di due spie tedesche. Il processo di Verona, iniziato il 17 dicembre 2009, portò alla presentazione delle scuse ufficiali all'Italia da parte del ministro degli esteri della Germania.
Dopo due anni di processo, in cui furono giudicati anche la strage di Monchio e la strage di Cervarolo, il 6 luglio 2011 il Tribunale militare di Verona condannò alla pena dell'ergastolo Alfred Luhmann, Helmut Odenwald, Ferdinand Osterhaus, Fritz Olberg, Wilhelm Karl Stark, Erich Koeppe e Hans Georg Karl Winkler, mentre a seguito del decesso di Wilhelm Bachler, Gabriel Horst e Günter Heinrot venne disposto il non luogo a procedere per quest'ultimi. Il 4 dicembre 2014 la Corte d'appello di Roma annullò la condanna a carico di Koeppe, Odenwald e Osterhaus, così come la condanna a carico della Germania in base al principio d'immunità degli stati sovrani.

## Ricordo

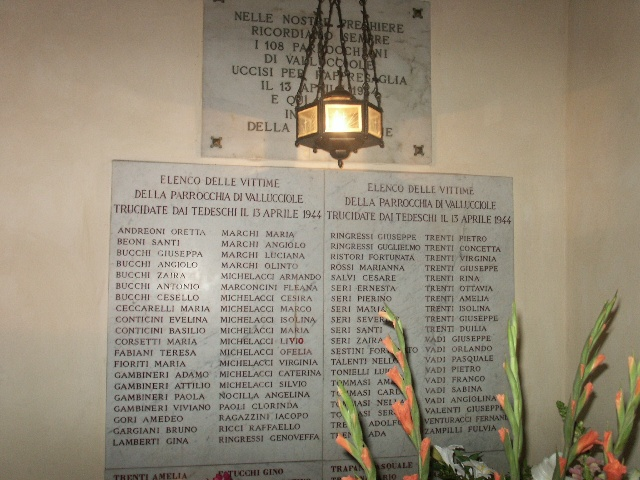
Sacrario delle vittime di Vallucciole presso la chiesa dei Santi Primo e Feliciano

Dopo la liberazione di Stia da parte dei partigiani della 5ª Compagnia del Battaglione "Licio Nencetti" avvenuta il 21 settembre 1944, venne celebrata una messa a ricordo delle vittime, ma poi sulla vicenda cadde un "silenzio istituzionale" per quasi dieci anni.
Solo nel 1954, nel decennale della strage, venne organizzata dall'ANPI una pubblica commemorazione dei martiri di Vallucciole, con un corteo e comizio dell'onorevole Pietro Reali, una messa e l'avvio dei lavori (conclusi a settembre) di un ossario nella chiesa dei Santi Primo e Feliciano ove riunire i resti delle vittime fino ad allora divise in tre cimiteri. Nello stesso anno lo scrittore torinese Carlo Levi pubblicò il racconto La Pasqua di Vallucciole. Per altri dieci anni non vi furono altre commemorazioni, fino alla cerimonia del 1964 per il ventennale organizzato dalla Provincia di Arezzo, la quale curò la pubblicazione di un libro diffuso in tutte le scuole del territorio.
Il 26 aprile 1970 venne inaugurato il Monumento ai 17 partigiani nei pressi del cimitero di Stia alla presenza di Luciano Lama, mentre nel 1972 fu inaugurato il monumento a Pio Borri di Molin di Bucchio, le cui lapidi raccontano le vicende belliche del comune di Stia, inclusa la strage del 13 aprile 1944.
Nel trentennale della strage venne organizzata una grande commemorazione e un consiglio comunale straordinario che deliberò di richiedere la concessione della medaglia d'oro al valor civile al gonfalone comunale, che non poté essere accolta per decorrenza dei termini.
L'8 aprile 1979, durante un'imponente manifestazione con 8000 persone, venne inaugurata nei pressi del municipio di Stia la scultura in ferro Ai martiri di Vallucciole (trasferita nel 2006 nel Parco della Memoria, sostituita dalla scultura di Paolo Massai Vallucciole tra Ferro e Fuoco), forgiata dagli studenti della locale Scuola del ferro battuto.
Nel 1984 venne realizzato il film La stagione delle stelle del regista Fabio Del Bravo, tratto dal saggio Partigiani in Casentino e Val di Chiana del 1974.
Nel 2011 il Presidente della Repubblica Giorgio Napolitano ha concesso la medaglia d'argento al valor civile al gonfalone del Comune di Stia con la seguente motivazione:
Nel 2014 la compagnia teatrale NATA (Nuova Accademia del Teatro d'Arte) ha messo in scena uno spettacolo per ricordare quelle vittime: “108 – Vallucciole: un’orazione civile”, con testo e regia di Alessandra Aricò.